# Міхалув (Пйотрковський повіт)
Міхалув (пол. Michałów) — село в Польщі, у гміні Мощениця Пйотрковського повіту Лодзинського воєводства.
Населення — 291 особа (2011).
У 1975-1998 роках село належало до Пйотрковського воєводства.

## Демографія
Демографічна структура станом на 31 березня 2011 року:
|          | Загалом | Допрацездатний вік | Працездатний вік | Постпрацездатний вік |
| -------- | ------- | ------------------ | ---------------- | -------------------- |
| Чоловіки | 149     | 39                 | 94               | 16                   |
| Жінки    | 142     | 28                 | 83               | 31                   |
| Разом    | 291     | 67                 | 177              | 47                   |